# Петер Свенссон (тенісист)
Петер Свенссон (швед. Peter Svensson; нар. 6 січня 1961) — колишній шведський тенісист.
Найвищу одиночну позицію світового рейтингу — 247 місце досяг 26 листопада 1984, парну — 77 місце — 7 серпня 1989 року.

## Титули на челленджерах

### Парний розряд: (7)
| Ранг | Рік  | Турнір                        | Покриття | Партнер              | Суперники                         | Рахунок       |
| ---- | ---- | ----------------------------- | -------- | -------------------- | --------------------------------- | ------------- |
| 1.   | 1984 | Травемюнде, Західна Німеччина | Ґрунт    | Юган Карлссон        | Ігор Флего Шахар Перкісс          | 5–7, 6–4, 6–2 |
| 2.   | 1985 | Берген, Норвегія              | Ґрунт    | Юнас Свенссон        | Стефан Ерікссон Петер Лундгрен    | 7–6, 4–6, 6–3 |
| 3.   | 1988 | Кран-Монтана, Швейцарія       | Ґрунт    | Ларс-Андерс Вальгрен | Конні Фальк Стефан Свенссон       | 6–4, 6–4      |
| 4.   | 1988 | Генуя, Італія                 | Ґрунт    | Ларс-Андерс Вальгрен | Пер Генрікссон Ніклас Утґрен      | 7–5, 2–6, 6–1 |
| 5.   | 1989 | Соортс-Оссегор, Франція       | Ґрунт    | Єрґен Віндаль        | Давід Енгель Баррі Мойр           | 6–4, 7–5      |
| 6.   | 1989 | Клермон-Ферран, Франція       | Ґрунт    | Ларс-Андерс Вальгрен | Марсело Інгарамо Ґуставо Луса     | 7–5, 6–3      |
| 7.   | 1989 | Тампере, Фінляндія            | Ґрунт    | Ларс-Андерс Вальгрен | Крістер Аллгард Тобіас Свантессон | 7–5, 6–7, 6–3 |